# 托尔维利耶
托尔维利耶（法語：Torvilliers，法語發音：[tɔʁvilje]）是法国奥布省的一个市镇，位于该省中南部，属于特鲁瓦区和特鲁瓦香槟都会城市圈公共社区，其市镇面积为12.11平方公里，2022年1月1日时人口数量为1,035人。
托尔维利耶是特鲁瓦香槟都会城市圈公共社区的组成部分，位于特鲁瓦市区西侧5公里。

## 行政
托尔维利耶的邮政编码为10440，INSEE市镇编码为10381。

## 地理

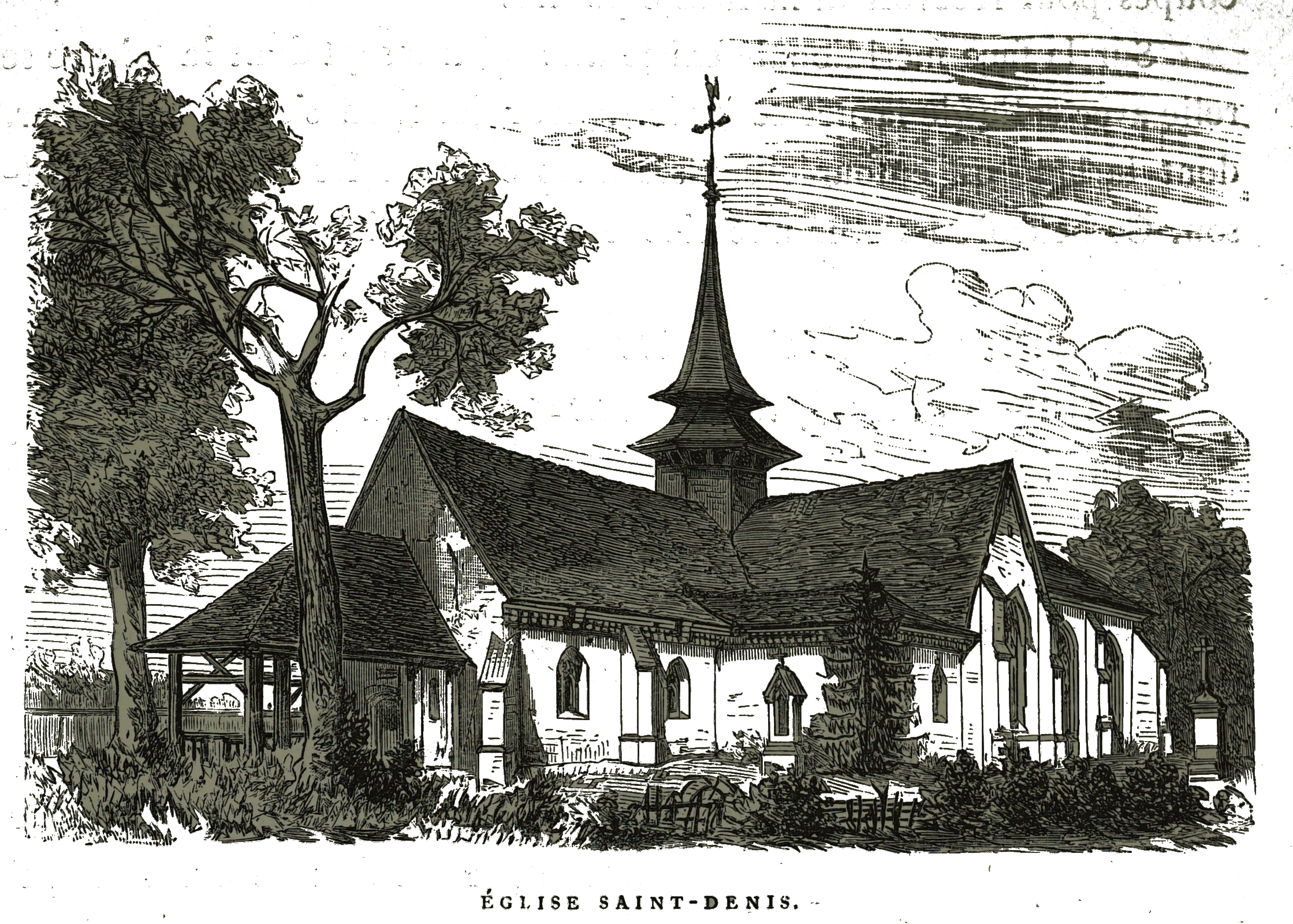
托尔维利耶圣但尼教堂

托尔维利耶（48°16'32"N, 3°58'34"E）位于法国中北部偏东，大东部大区西南部和奥布省中部。
与托尔维利耶接壤的市镇包括：拉沙佩勒圣吕克、梅松、蒙格、普吕尼、拉里维耶尔德科尔、圣日耳曼、圣萨维娜。
托尔维利耶属于塞纳河流域，境内地势平坦。
按照柯本气候分类法，托尔维利耶属于温带海洋性气候，全年温差较小，降水分布均匀。

## 历史
托尔维利耶历史上长期为普通村落，法国大革命后成为市镇，二战后人口数量有所上升。

## 交通
法国国家A5号高速公路经过境内并设有20号出入口（特鲁瓦西出入口），此外奥布省省道D53线、D141线和D660线在托尔维利耶境内交汇。
特鲁瓦公交1路、2路、5路、6路和35路途径并停靠托尔维利耶境内。

## 政治
现任托尔维利耶市长为布吕诺·冈特莱先生（Bruno Gantelet），他是一名右翼无党派人士。

## 人口
| 年份   | 1936 | 1946 | 1954 | 1962 | 1968 | 1975 | 1982 | 1990 | 1999 | 2006 | 2007 | 2012 | 2017 |
| ------ | ---- | ---- | ---- | ---- | ---- | ---- | ---- | ---- | ---- | ---- | ---- | ---- | ---- |
| 人口數 | 315  | 310  | 370  | 333  | 343  | 495  | 589  | 767  | 766  | 829  | 839  | 906  | 969  |

## 建筑
托尔维利耶圣但尼教堂是法国国家文物保护单位。